# ليجاركي حسن رود (مقاطعة بندر انزلي)
لیجارکي حسن رود (بالفارسية: لیجارکی حسن‌رود) هي قرية تقع في إيران في البلدة المركزية. يقدر عدد سكانها بـ 1,950 نسمة .